# Xã Whitmore, Quận Macon, Illinois
Xã Whitmore (tiếng Anh: Whitmore Township) là một xã thuộc quận Macon, tiểu bang Illinois, Hoa Kỳ. Năm 2010, dân số của xã này là 4.471 người.